# Marketing di influenza
Il marketing di influenza (in inglese influencer marketing) è un tipo di marketing in cui la concentrazione è posta sulle persone influenti (influencer) più che sul mercato di riferimento nel suo complesso.
Gli influencer sono persone (o cose) che, grazie a un raggio d'azione molto ampio, hanno il potere di influenzare le abitudini di acquisto o le azioni di altre persone caricando una qualche forma di contenuto, spesso sponsorizzato, su piattaforme di social media come Instagram, YouTube, Snapchat o su altri canali online, come il proprio sito web.
L'influencer marketing avviene quando un marchio si rivolge a influencer che hanno una credibilità e un pubblico consolidati sulle piattaforme di social media per discutere o menzionare il marchio in un post sui loro canali social.
Gli influencer possono venir intesi quali testimonial.
L'industria del marketing di influenza è cresciuta molto velocemente negli ultimi anni e nel 2017 il suo valore era stimato a livello mondiale a 1,07 miliardi di dollari.

## Storia
Il primo approccio alla teoria viene da un classico della comunicazione, come The People's Choice di Lazarsfeld e Katz, uno studio del 1940 sulla comunicazione politica che è anche conosciuto come Multistep flow model, in cui si afferma che la maggior parte delle persone sono influenzate da dicerie e opinion leader.
Esistente da tempo, ha ricevuto un impulso dal Web 2.0 e dalla diffusione dei social network, che ha allargato la categoria degli influencer, coinvolgendo ad es. anche i blogger.

## Descrizione
Il marketing di influenza è una forma di marketing basata su persone con influenza sui potenziali clienti. I contenuti degli influenzatori possono essere ricompresi nella pubblicità con testimonial dove gli influenzatori giocano il ruolo di potenziali consumatori oppure agiscono come fossero soggetti terzi rispetto agli altri soggetti in campo, ossia consumatori e produttori. L'influencer viene pagato dagli sponsor per portare avanti (normalmente con video, foto e post sui social network) una dissimulazione della pubblicità stessa, dove i prodotti compaiono all'interno di una recita continua che implicitamente ne suggerisce il loro utilizzo in uno stile di vita di successo senza che questo venga percepito come una reale pubblicità dal target influenzabile. Questo meccanismo ha potenziali di marketing enormi proprio perché raggira la barriera psicologica del consumatore (follower) che non percepisce più quello che gli viene mostrato come in una pubblicità classica, dove invece avrebbe la piena consapevolezza che qualcuno sta cercando di indurlo a pensare, fare o comprare qualcosa, in quanto è ormai assuefatto a tale meccanismo.

## Il ruolo nel marketing
L'influencer marketing non è sinonimo del marketing basato sul passaparola, ma l'influenza può essere trasmessa in questo modo. Quindi il passaparola è una parte fondamentale della meccanica del Influencer Marketing. L'influencer marketing è sempre più praticato in ambito commerciale e si compone di quattro attività principali:
- Identificazione degli influenzatori (influencers) e loro classificazione in ordine di importanza.
- Azione di marketing rivolte agli influenzatori per aumentare la conoscenza dell'azienda nella comunità degli influencer.
- Azioni di marketing tramite gli influencer per aumentare la conoscenza del mercato da parte dell'azienda
- Il marketing con gli influencer rendendo gli influencer ambasciatori dell'azienda.

Ci sono differenze sostanziali nella definizione di chi sia un influencer. Nel mondo anglosassone Peck definisce persone influenti come "un certo numero di persone terze ed estranee rispetto all'azienda, che riescono a influenzare l'azienda e i suoi potenziali clienti"  Allo stesso modo, Brown e Hayes definiscono un influente come "una terza parte dà significativa decisione di acquisto del cliente, ma non si può mai risponderne. "  avviso Keller e Berry che gli attivisti sono influenti e ben collegata, hanno un impatto, mente attiva e sono trendsetter, anche se questo insieme di attributi è specificamente allineato ai mercati consumi.
Quello che esattamente viene incluso nell'influencer marketing dipende dal contesto (B2C o B2B) e dal mezzo di trasmissione di influenza (online o offline, o entrambi). Ma sempre più spesso avviene che le aziende siano disposte a identificare e interagire con persone influenti. Far convergere azioni di marketing focalizzate sugli influencer è visto come un mezzo per amplificare i messaggi di marketing al fine di contrastare la crescente tendenza di potenziali clienti di ignorare il marketing.

## I margini di guadagno
Il marketing dell'influenza tende ad essere diviso in due sotto pratiche: marketing guadagnato deriva da relazioni non pagate o preesistenti con influenzatori o contenuti di terze parti che è promosso dagli influenzatori per favorire la propria crescita sociale personale. Le campagne marketing di influenzatori a pagamento possono avere la forma di sponsorizzazione, pubblicità pre-roll o testimonial messaging e possono apparire in ogni momento nel contenuto. I bilanci variano molto e sono solitamente basati sulla portata del pubblico raggiunto.
Secondo il Report 2019 dell'ONIM (Osservatorio Nazionale Influencer Marketing), il compenso medio per un post va tra i 300€ e i 600€. Instagram e YouTube registrano collaborazioni anche sopra i 2.000€.

### Regolamentazione e trasparenza
I contenuti degli influencer derivanti da pagamento in denaro, servizi o prodotti hanno l'obbligo di essere segnalati, così da non ingannare l'utente.
L'influencer dovrebbe inserire nei post disclaimer o utilizzare hashtag come #ad, #adv, #sponsored e simili, così da evidenziare in modo chiaro all'utente che il post in questione non è spontaneo, ma realizzato tramite pagamento.

## Pagine web a tema
Ci sono moltissime pagine web che non sono connesse a una personalità, sono invece riferite a "pagine a tema". Le compagnie che vogliono raggiungere un largo pubblico di consumatori senza pagare centinaia di migliaia di dollari hanno l'opzione di usare le pagine a tema. Le celebrità tendono a essere molto più utili per attività che hanno a che fare col marchio e revisione del marchio.

## Gli influenzatori ingannevoli
Instagram nel 2017 ha ottenuto la chiusura di siti e applicazioni che fornivano servizi a pagamento ad account individuali per l'acquisto di seguaci, "mi piace", commenti e altro. A dispetto di queste chiusure, alcune applicazioni come ad esempio FollowerLiker, dimostrano che il fenomeno è pressoché inarrestabile poiché bandita un app o un sito, questi rinascono con altri nomi e vanno a sfruttare algoritmi vecchi o migliorativi che continuano a prosperare ignorando le azioni legali di Instagram.
Alcuni ex-influencer hanno dichiarato apertamente di aver fatto ricorso a truffe ed escamotage come gruppi organizzati e software per manipolare artificialmente la popolarità della loro pagina svelando, da ex-insiders dell'ambiente, molti meccanismi illeciti e privi di etica con i quali è possibile raggiungere questo risultato e soprattutto la necessità di continuare a farlo se non si vuole essere "scavalcati" da altri, rendendo di fatto altamente improbabile, se non impossibile, l'ascesa meritocratica.
Un'agenzia di marketing ha recentemente condotto un esperimento per testare se gli account di influenzatori ingannevoli possano effettivamente ottenere dei profitti. La compagnia creò due account di influenzatori Instagram fittizi sviluppati completamente con seguaci, mi piace e commenti comprati e inseriti in campagne sulle piattaforme popolari del marketing degli influenzatori. L'agenzia ha pubblicato i propri esperimenti online con la spiegazione di ogni passo effettuato e di come i due account sono stati creati, successivamente i marchi li hanno sponsorizzati, dimostrando che i social network sono molto probabilmente ormai pieni di truffatori e contenuti ingannevoli. Questo porta a pensare che le masse svilupperanno assuefazione al meccanismo dell'influencing col crescere di questa consapevolezza.